# 9105 Matsumura
9105 Matsumura este un asteroid din centura principală de asteroizi.

## Descriere
9105 Matsumura este un asteroid din centura principală de asteroizi. A fost descoperit pe 2 ianuarie 1997 la Ōizumi de Takao Kobayashi. El prezintă o orbită caracterizată de o semiaxă mare de 2,88 ua, o excentricitate de 0,09 și o înclinație de 2,2° în raport cu ecliptica.